# Genderkingen
Genderkingen ist eine Gemeinde im schwäbischen Landkreis Donau-Ries. Sie liegt 37,6 km nördlich von Augsburg und nahe der Mündung des Lechs in die Donau.

## Geografie

### Gemeindegliederung
Die Gemeinde hat acht Gemeindeteile (in Klammern ist der Siedlungstyp angegeben). Der frühere Gemeindeteil Genderkingen Bahnhof wurde zum 18. Januar 1991 aufgehoben:
- Bauernhannes (Einöde)
- Breitwangerhof (Einöde)
- Donaulenz (Einöde)
- Eichmühle (Einöde)
- Genderkingen (Pfarrdorf)
- Heicheltoni (Einöde)
- Lehenbauer (Einöde)
- Urfahrhof (Einöde)

### Orte in der Umgebung

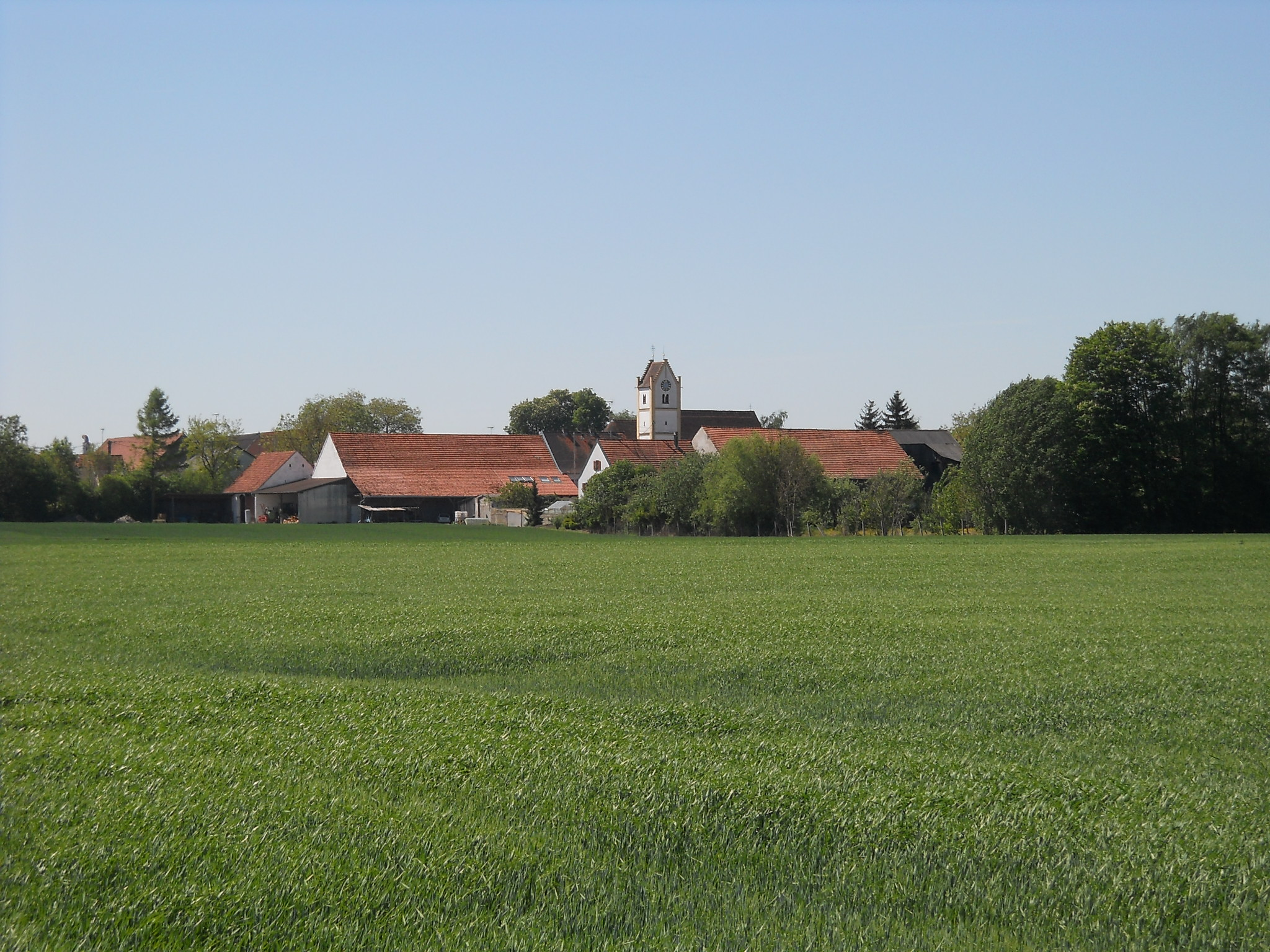
Genderkingen

- Donauwörth
- Rain
- Niederschönenfeld
- Neuburg an der Donau
- Asbach-Bäumenheim
- Mertingen
- Wemding
- Oberndorf am Lech

## Geschichte
Die Gründung des Ortes fällt vermutlich in die Zeit zwischen dem 5. und 7. Jahrhundert und das Dorf selbst entwickelte sich rasch zu einem Grenzort zu Altbayern. Am 29. April 1478 kam das Dorf in den Besitz des Zisterzienserklosters Kaisheim. 1803 wurde die Gemeinde im Zuge der Säkularisation des Klosters Kaisheim dem Königreich Bayern eingegliedert.
Das Ende des Zweiten Weltkrieges wurde in Genderkingen durch den Einmarsch amerikanischer Soldaten am 25. April 1945 markiert.

### Einwohnerentwicklung
Zwischen 1988 und 2018 wuchs die Gemeinde von 1058 auf 1198  um 140 Einwohner bzw. um 13,2 %.

## Kultur und Sehenswürdigkeiten
- Katholische Pfarrkirche St. Peter und Paul, Stätte des frühen Wirkens des Rokokomalers Johann Baptist Enderle.
- Mit einem „Wasserband“ neu gestalteter Dorfplatz zwischen Kirche und Rathaus.

## Wirtschaft und Infrastruktur

### Arbeitsplätze
Am 30. Juni 2019 gab es am Ort 403 sozialversicherungspflichtige Arbeitsplätze. Von den Einwohnern standen 557 in einem sozialversicherungspflichtigen Beschäftigungsverhältnis, so dass 154 Personen mehr aus- wie einpendelten.

### Verkehr
Der Hauptort hat eine Direktanbindung an die B 16 und ist ca. 3 km von der B 2 entfernt. Am Ort befindet sich ein Haltepunkt an der Bahnstrecke Ingolstadt–Neuoffingen und der Sonderlandeplatz Flugplatz Donauwörth-Genderkingen.

### Bildung
Im Hauptort gibt es einen Kindergarten mit 50 Plätzen, die am 1. März 2020 alle belegt waren; der neue Kindergarten mit Krippengruppe steht vor der Fertigstellung (Stand: August 2021). Weiter gibt es eine Außenstelle der Johannes-Bayer-Grundschule Rain.

### Öffentliche Einrichtungen
Im Hauptort gibt es eine Freiwillige Feuerwehr.

## Religion
Die katholische Pfarrei Sankt Peter und Paul gehört zur Pfarreiengemeinschaft Rain im Dekanat Donauwörth im Bistum Augsburg. Zusätzlich gehört der Weiler Wörthen, im Gebiet der Gemeinde Niederschönenfeld liegend, kirchlich zu Genderkingen.

## Politik
Die Gemeinde ist Mitglied der Verwaltungsgemeinschaft Rain.

### Bürgermeister
- 1900–1930 Johann B. Wanner
- 1930–1933 Michael Liedl
- 1933–1945 Franz Xaver Königsdorfer
- 1945–1948 Michael Liedl
- 1948–1972 Andreas Voag
- 1972–1978 Reinhold Hofmann
- 1978–2008 Johann Schilke
- 2008–2020 Roland Dietz (CSU)
- seit 1. Mai 2020: Leonhard Schwab[4] (Freie Bürger Genderkingen)

### Gemeinderat
nach letzten Kommunalwahlen 2020 und 2014

#### Besetzung ab 1. Mai 2020
- Freie Bürger Genderkingen: 9 Sitze
- Wir für Genderkingen: 3 Sitze

#### Kommunalwahl am 16. März 2014
- Freie Bürger Genderkingen: 6 Sitze
- Wir für Genderkingen: 6 Sitze

### Wappen
| | Blasonierung: „Gespalten von Silber und Blau; vorne zwei schräg gekreuzte rote Schlüssel, hinten der golden gekrönten goldene Großbuchstabe K.“ |
| Wappenbegründung: Die Pfarrkirche von Genderkingen ist den Heiligen Peter und Paul geweiht. Die beiden Peterschlüssel im Gemeindewappen weisen auf das schon in sehr früher Zeit nachweisbare Patrozinium der Pfarrkirche. Der Großbuchstabe K stammt aus dem Wappen der Reichsabtei Kaisheim. Das Kloster Kaisheim erwarb 1478 das Dorf mit Kirchensatz, Niedergericht und Vogtei und blieb Grundherr bis zur Säkularisation 1803. Dieses Wappen wird seit 1960 geführt. | |

## Persönlichkeiten
- Franz Anton Bieger (* 27. November 1833 in Burgebrach; † 23. April 1907 in Genderkingen), Dorfpfarrer und Komponist kirchlicher Werke[6]